# Ashburton Forks
Pour les articles homonymes, voir Ashburton et Spread Eagle.
Ashburton Forks, autrefois connue sous le nom de Spread Eagle, est une petite localité, qui siège dans la région de Canterbury dans l’île du Sud de la Nouvelle-Zélande.

## Situation
Elle est localisée entre les chutes du fleuve Ashburton et située à approximativement 50 km à l’ouest de la ville d’Ashburton, à environ 17 km aux pieds des Alpes du Sud.

## Histoire
Les premiers colons qui arrivèrent là furent William Campbell, un forgeron venant d’Oakfield Demesne (en), dans le comté de Donegal en Irlande avec sa femme Mary (née Falloon). Ils y établirent la ferme de Spreadeagle au niveau d’Ashburton au début des années 1880.